# 斯特倫

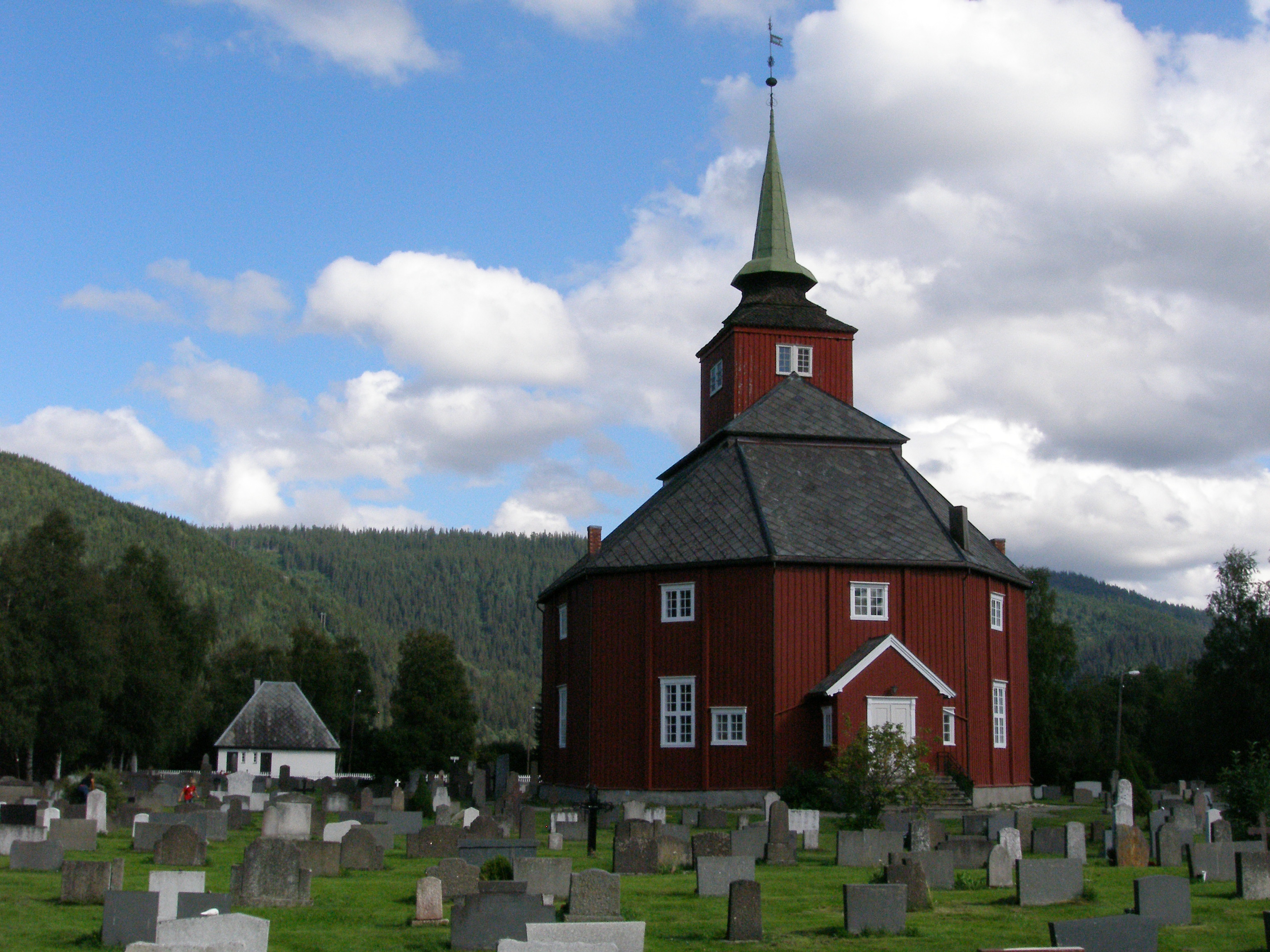

斯特倫（挪威語：Støren）是挪威南特倫德拉格郡的城鎮，位於該國中南部，面積2.37平方公里，海拔高度100米，2009年人口2,037，人口密度為每平方公里859人。